# Roset-Fluans
Roset-Fluans é uma comuna francesa na região administrativa de Borgonha-Franco-Condado, no departamento de Doubs. Estende-se por uma área de 8,28 km². Em 2010 a comuna tinha 531 habitantes (densidade: 64,1 hab./km²).